# (2329) Orthos
(2329) Orthos (1976 WA) – planetoida z grupy Apollo okrążająca Słońce w ciągu 3,73 lat w średniej odległości 2,4 au. Odkryta 19 listopada 1976 roku.